# Альфакар
Альфакар (ісп. Alfacar) — муніципалітет в Іспанії, у складі автономної спільноти Андалусія, у провінції Гранада. Населення — 5444 особи (2010).
Муніципалітет розташований на відстані близько 350 км на південь від Мадрида, 7 км на північ від Гранади.
На території муніципалітету розташовані такі населені пункти: (дані про населення за 2010 рік)
- Альфакар: 2901 особа
- Фуенте-Гранде: 2543 особи

## Демографія
Динаміка населення (INE ):

## Галерея зображень

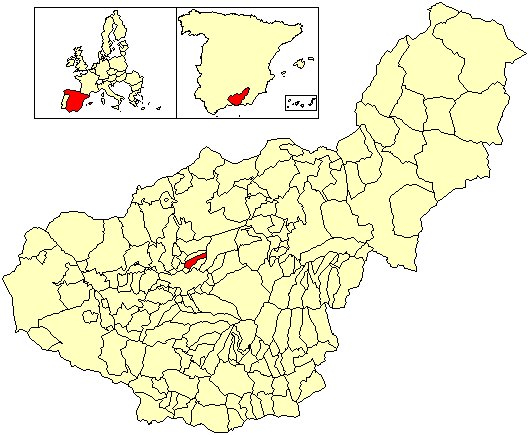
Розташування муніципалітету Альфакар у провінції Гранада
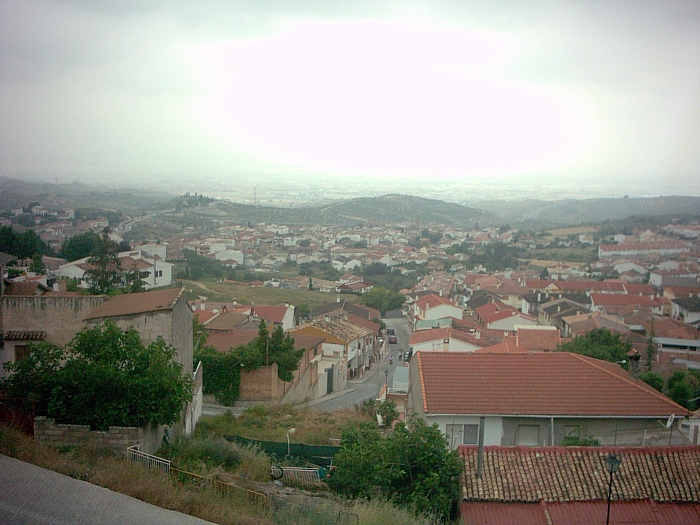
Альфакар